# Mod revival
Mod revival es un subgénero del rock y una subcultura teniendo sus orígenes inicialmente en la década de 1970 en el Reino Unido. Este subgénero musical nació del movimiento mod en la cual también cuenta con una influencia de muchos movimientos y tribus urbanas incluidos y al igual que musicales como el jazz, el reggae y el soul. 
El mod revival ha sido igual influenciado por la tribu de los teddy boys.
El grupo británico The Jam es considerado como "El Padre del Mod revival".
El filme Quadrophenia es un filme que tiene mucha representación del mod revival.

## Artistas del movimiento y subgénero
Esta es la lista parcial de los grupos y músicos considerados parte del mod revival:
- Chisel
- Graduate
- Long Tall Shorty
- Makin' Time
- Manual Scan
- Mood Six
- Moods for Moderns
- Purple Hearts
- Secret Affair
- Television Personalities
- The Boxmasters
- The Carpetts
- The Chords
- The Clique
- The Fixations
- The Fog Band
- The Gents
- The Jam
- The Jetset
- The Jolt
- The Lambrettas
- The Merton Parkas
- The Moment
- The Pressure
- The Prisoners
- The Untouchables